# Mableton
Mableton és una població dels Estats Units a l'estat de Geòrgia. Segons el cens del 2000 tenia 29.733 habitants.

## Demografia
Segons el cens del 2000, Mableton tenia 29.733 habitants, 10.894 habitatges, i 7.963 famílies. La densitat de població era de 557,6 habitants/km².
Dels 10.894 habitatges en un 34,9% hi vivien nens de menys de 18 anys, en un 53,5% hi vivien parelles casades, en un 14,5% dones solteres, i en un 26,9% no eren unitats familiars. En el 21,2% dels habitatges hi vivien persones soles el 6,7% de les quals corresponia a persones de 65 anys o més que vivien soles. El nombre mitjà de persones vivint en cada habitatge era de 2,72 i el nombre mitjà de persones que vivien en cada família era de 3,12.
Per edats la població es repartia de la següent manera: un 26% tenia menys de 18 anys, un 8,4% entre 18 i 24, un 34,4% entre 25 i 44, un 21,2% de 45 a 60 i un 9,9% 65 anys o més.
L'edat mediana era de 35 anys. Per cada 100 dones de 18 o més anys hi havia 93,2 homes.
La renda mediana per habitatge era de 49.426 $ i la renda mediana per família de 55.673 $. Els homes tenien una renda mediana de 36.586 $ mentre que les dones 31.391 $. La renda per capita de la població era de 20.814 $. Entorn del 5,9% de les famílies i el 8,6% de la població estaven per davall del llindar de pobresa.

## Poblacions més properes
El següent diagrama mostra les poblacions més properes.